# میکائیلی، نفت‌چاله
میکائیلی (به ترکی آذربایجانی: Mikayıllı) یک منطقهٔ مسکونی در جمهوری آذربایجان است که در شهرستان نفت‌چاله واقع شده‌است. میکائیلی ۶۱۸ نفر جمعیت دارد.